# 静岡県道196号・山梨県道802号大向福士線

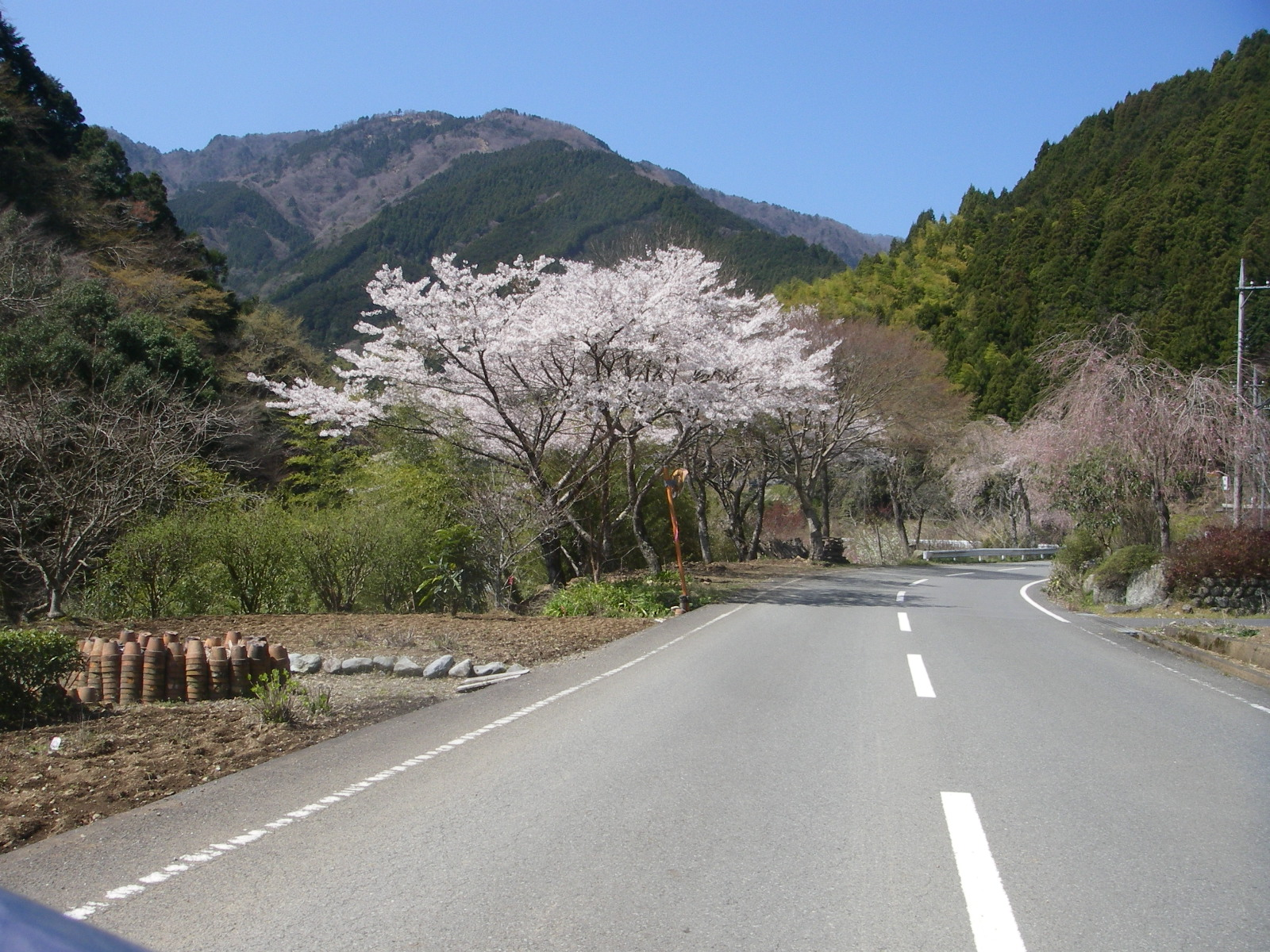
南部町側の画像。2009年4月撮影

静岡県道196号・山梨県道802号大向福士線（しずおかけんどう196ごう・やまなしけんどう802ごう おおむかいふくしせん）は、静岡県静岡市清水区から山梨県南巨摩郡南部町に至る一般県道である。

## 概要

### 路線データ
- 起点：静岡県静岡市清水区和田島字大向
- 終点：山梨県南巨摩郡南部町福士（山梨県道801号高瀬福士線交点）

## 通過する自治体
- 静岡県静岡市（清水区） - 山梨県南巨摩郡南部町

## 交差・接続する道路
- 山梨県道801号高瀬福士線（南部町福士）

## 周辺
- 静岡市立清水和田島幼稚園
- 静岡市立清水西河内小学校
- 河内郵便局